# اچ‌ام‌اس دوک (۱۷۷۷)
اچ‌ام‌اس دوک (۱۷۷۷) (به انگلیسی: HMS Duke (1777)) یک کشتی بود که طول آن ۱۷۷ فوت ۶ اینچ (۵۴٫۱۰ متر) بود. این کشتی در سال ۱۷۷۷ ساخته شد.